# Duinen Goeree & Kwade Hoek
Duinen Goeree & Kwade Hoek is een Natura 2000-gebied (gebiedsnummer 101) in de Nederlandse provincie Zuid-Holland, met de classificatie 'duinen'.
Het gebied Duinen Goeree & Kwade Hoek omvat een aantal duingebieden aan de noordwestkant van Goeree en de aan de zeezijde gelegen Kwade Hoek. 